# 特定債務等の調整の促進のための特定調停に関する法律
特定債務等の調整の促進のための特定調停に関する法律（とくていさいむなどのちょうせいのそくしんのたんめのとくていちょうていにかんするほうりつ、平成11年12月17日法律第158号）は、支払不能に陥るおそれのある債務者等の経済的再生に資するため、特定調停の手続を定めることにより、このような債務者が負っている金銭債務に係る利害関係の調整を促進することに関する法律で、民事調停法に対する特別法である。

## 構成
24条の条文と附則からなっている。